# Garay (departamento)
Garay é um departamento da Argentina localizado na província de Santa Fé.